# 饥饿鲨系列
《饥饿鲨》是由Future Games of London工作室和育碧开发和发行的一系列街机风格电子角色扮演游戏。玩家需要控制鲨鱼，其中包括了灰鲭鲨、大白鲨、双髻鲨、礁鲨、巨口鲨、巨齿鲨以及其他独特品种的鲨鱼。玩家必须吃掉其他海洋生物才能让鲨鱼长大直到进化为止。之后，玩家可以购买下一条更强大的鲨鱼。
2016年5月，系列地第五作《饥饿鲨：世界》在六天的时间内突破了1000万次的下载率，成功挤进iPhone和安卓免费应用程序排行榜的前十名。2018年，《饥饿鲨：世界》于Xbox One、PlayStation 4和Nintendo Switch发布。2018年，《饥饿鲨》在独立游戏开发协会中获得“最佳休闲游戏”奖（Best Casual Game）的提名。